# Mariestads MK
Mariestads MK är en speedwayklubb i Mariestad. Under 2008 tävlar klubben i Division 1. Klubben har ett farmningsavtal med Örnarna i Mariestad.
Mariestads MK (tidigare Team Canvac) hemmabana är CanVac Arena och ligger intill E20, cirka 10 kilometer norr om Mariestad vid Grevby.